# Anders Ljungberg
Anders "Puskas" Ljungberg, född 12 juli 1947, är en svensk före detta fotbollsspelare. 
Ljungberg spelade i Allsvenskan för Malmö FF (1967–1968, 1972–1979) och Åtvidabergs FF (1969–1971). Han spelade även för moderklubben Limhamns IF (t.o.m. 1966), Landskrona BoIS (1980–1981), Örebro SK (1982) och IFK Malmö (1982). Han var med i det MFF-lag som nådde finalen i Europacupen för mästarlag 1979 och vann fem SM-guld och sju cupguld. Han spelade 8 A-landskamper för Sveriges fotbollslandslag.
Anders Ljungberg bor idag, 2019, på Bo01 i Malmö och är pensionerad gymnasielärare.